# عملية بايك
عملية بايك هو الاسم الرمزي لخطة القصف الاستراتيجي التي أشرف عليها العميد في القوات الجوية «جون سليسور» ، ممثلًا التحالف الأنجلو–فرنسي ضد الاتحاد السوفيتي. جرت التخطيطات العسكرية البريطانية ضد الاتحاد السوفياتي خلال العامين الأولين للحرب العالمية الثانية، عندها توصل البريطانيون والفرنسيون إلى استنتاج مفاده أن الحلف النازي–السوفياتي جعل موسكو شريكًا لهتلر، على الرغم من اتخاذ الاتحاد السوفياتي موقفًا حياديًا من الحرب. كان الهدف من الخطة تدمير الصناعة النفطية السوفياتية، ما سيؤدي إلى انهيار الاقتصاد السوفياتي وحرمان ألمانيا النازية من الموارد السوفياتية.

## التخطيط
عقب إبرام اتفاق مولوتوف–روبينتروب، ازداد قلق بريطانيا وفرنسا من استمرار جوزيف ستالين دعم ألمانيا الهتلرية بالنفط.
بدأ التخطيط بعد فترة قصيرة من الغزو السوفياتي لبولندا في شهر سبتمبر عام 1939، وحصدت زخمًا بعدما شنّ ستالين حرب الشتاء ضد فنلندا في شهر نوفمبر عام 1939. شملت الخطة الاستحواذ على النرويج الشمالية والسويد، والتقدم نحو فنلندا لمواجهة الجيوش السوفياتية والقوات البحرية الموجودة في بحر البلطيق. اعتُبرت الخطة مكلفة وغير فعالة في التعامل مع الخطر الألماني، لذا حُجمت الخطة ليصبح هدفها الرئيس هو الاستيلاء على النرويج ومناجم الحديد الخام \السويدية. أمل الساسة البريطانيون والفرنسيون استمرار النزاع بين فنلندا والاتحاد السوفياتي، بهدف شرعنة هجومهم على الأراضي السوفياتية.

ارتأى مخططو الهجمة أن اعتماد ألمانيا النازية على صادرات النفط من الاتحاد السوفياتي جعلها ضعيفة، وبالتالي بالإمكان استغلال هذه النقطة. عارض بعض الساسة الخطة في بادئ الأمر، لكن الحكومة الفرنسية أمرت الجنرال موريس غاملان ابتداء «خطة تدخّل محتمل مع الأخذ بعين الاعتبار تدمير استثمارات النفط الروسية»، بينما أخبر سفير الولايات المتحدة الرئيس الأمريكي فرانكلن دي. روزفلت أن الفرنسيين يخططون لغارات جوية باستخدام القوات الجوية الفرنسية في سوريا لتنفيذ غارات على باكو، وأن تلك «الطريقة الأفضل والأكثر نفعًا لإضعاف الاتحاد السوفياتي». وفقًا للتقرير الذي رفعه الجنرال غاملان لرئيس الوزراء الفرنسي في الثاني والعشرين من شهر فبراير عام 1940، سيشلّ شح النفط الجيش الأحمر والقوات الجوية السوفياتية، وكذلك آلية الزراعة الجماعية السوفياتية، ما سيسبب انتشار المجاعة، بل انهيار الاتحاد السوفياتي.
الاعتماد على واردات النفط من القوقاز هو نقطة الضعف الأساسية للاقتصاد الروسي. فاعتمدت القوات المسلحة بشكل كلي على هذا المصدر من أجل الزراعة الآلية. يقع أكثر من 90 بالمئة من منشآت استخراج النفط و80 بالمئة من مصافي النفط في القوقاز (باكو بشكل رئيس). لذا، سيؤدي تخريب واردات النفط، مهما كان حجم هذا التخريب، إلى عواقب بعيدة المدى، وقد يؤدي إلى انهيار كامل الجيش وأنظمة الزراعة والصناعة الروسية.

–غاملان
سيُحرم النازيون أيضًا من مصدر مهم للمواد الخام إثر تدمير حقول النفط.
بدأت التحضيرات البريطانية الجدية بعد انتهاء حرب الشتاء مع فنلندا في شهر مارس من عام 1940. بحلول شهر أبريل، اكتملت خطط الهجوم على مراكز إنتاج النفط في بلدات القوقاز، مثل باكو وباطوم وغروزني. وفقًا للمخطط، ستحلّق القاذفات من قواعد في إيران وتركيا وسوريا وفق «الخطة الجوية الغربية 106»، والتي أُطلق عليها الاسم الرمزي «عملية بايك». اقترح الجانب الفرنسي تسريع المخطط، بينما كان الجانب البريطاني أكثر حذرًا، فخشيت بريطانيا تحالفًا ألمانيًا–سوفياتيًا إذا هاجم الحلفاء الاتحاد السوفياتي.
توقعت القيادة السوفياتية هجوم الحلفاء، ومنذ الخامس والعشرين من شهر مارس وحتى التاسع والعشرين، أجرى الطاقم الرئيس للمنطقة العسكرية القوقازية محاكاة عسكرية. ووفقًا للسيناريو الذي أعده السوفيات، هاجمت القوات «السوداء»، والتي استمرت أعمالها العسكرية ضد القوات «البنية» على الجبهة الغربية، بالتعاون مع القوات القوات «الزرقاء» و«الخضراء»، لكنها طُردت على يد القوات «الحمراء» في القوقاز، بينما بدأت الأخيرة هجومًا مضادًا على أرضروم وتبريز.

## وصلات خارجية
- أوزبورن، باتريك - حين كانت بريطانيا وفرنسا على وشك قصف الاتحاد السوفيتي